# Empar Fernández Gómez
Empar Fernández Gómez (Barcelona, 1962) és una novel·lista, columnista de premsa i professora d'història catalana resident a Cornellà de Llobregat. També ha escrit guions per a documentals històrics i obres de divulgació històrica.

## Trajectòria
Nascuda al Turó de la Peira de Barcelona, Fernández sabia que volia ser escriptora des de ben petita. El seu pare treballava al magatzem de la editorial Juventud i mai hi van faltar llibres a casa seva. Es va llicenciar en Psicologia Clínica, i tot i que no ha exercit mai, els coneixements adquirits queden reflectits en les seves obres. També es llicenciada en Història Contemporània per la Universitat de Barcelona i és professora de secundària des de fa molts anys en un institut de secundària de Sant Feliu de Llobregat.
La seva producció literària és força diversa, entre la qual la novel·la negra i de gènere detectivesc hi ocupen un lloc principal. En la seva trajectòria cal destacar la col·laboració amb Judith Pujadó; juntes han publicat Planeta ESO i l'obra satírica 30,40, l'edat amarganta. També ha treballat amb Pablo Bonell Goytisolo; junts han escrit i publicat 6 novel·les entre les quals destaquen la trilogia de gènere policíac protagonitzada pel subinspector Santiago Escalona (Las cosas de la muerte, Mala sangre i Un mal día para morir) o la novel·la històrica La mirada infinita. També ha escrit, en col·laboració amb la Júlia Tardà, La jornada interminable. La novel·la negra ocupa un lloc privilegiat dins la seva producció en solitari; n'ha escrit molta i de qualitat.

## Obres
La llista d'obres publicades per Fernández, diverses de les quals han estat guardonades, és la següent:
- La ciutat foradada (1998). Guió de cinema. Guanyadora del premi Serra i Moret.
- Horacio en la Memoria (2000). Guanyadora XXV Premi Cáceres 2000 de novel·la curta.
- Para que nunca amanezca (2001).
- Vostres i de la causa. Cornellanenques del 36 (2006). Assaig.
- El loco de las muñecas (2007). Finalista del IX Premi Unicaja de novel·la Fernando Quiñones 2007.
- La jornada interminable. Vida y trabajo de las mujeres andaluzas en Cornellà de Llobregat (2008). Assaig. Coautora amb Júlia Tardà.
- Hijos de la derrota (2008). traduïda al català per la mateixa autora amb el títol Fills de la derrota.
- La cicatriz (2009). Guanyadora Premi Rejadorada de Novel·la Curta.
- Mentiras Capitales (2010).
- Sin causa aparente (2011)
- La mujer que no bajó del avión (2014)
- La última llamada (2015). Finalista al Tenerife Noir 2015.[3]
- Maldita verdad (2016)[4]
- Hotel Lutecia (2017).
- Irina (2018).
- La epidemia de la primavera (2018).
- Líbranos del mal (2020)
- Som uns pringats (2021)
- Será nuestro secreto (2022)
- El miedo en el cuerpo (2023)
- L'accident (2023)

### Amb Pablo Bonell Goytisolo
- Cienfuegos, 17 de agosto (2004)
- Las cosas de la muerte (2006), trilogia del subinspector Santiago Escalona.
- Mala sangre (2007), trilogia del subinspector Santiago Escalona.
- Un mal día para morir (2009), trilogia del subinspector Santiago Escalona.
- Hombre muerto corre (2012).
- La mirada infinita (2014).
- Líbranos del mal (2020), continuació de la trilogia del subinspector Santiago Escalona.

### Amb Judith Pujadó
- 30,40 i l'edat amarganta (2004).
- Planeta ESO (2002). Guanyadora del Premi Pere Quart d'Humor i Sàtira.